# Suore del Sacro Cuore di Gesù (Koningshof)
Le Suore del Sacro Cuore di Gesù (in neerlandese Zusters van het Heilig Hart "Koninghof") sono un istituto religioso femminile di diritto pontificio.

## Storia
La congregazione fu fondata nel 1886 a Moerdijk da Huberdina Merkelbach a compimento di un'opera a favore della gioventù iniziata nel 1878. Adrianus Godschalk, vescovo di 's-Hertogenbosch, approvò l'istituto il 25 giugno 1886.
Le prime filiali all'estero furono aperte nel 1922 in Finlandia e nel 1927 altre suore partirono per l'Indonesia.
Durante la seconda guerra mondiale l'istituto ebbe molto a soffrire: i tedeschi che occupavano i Paesi Bassi chiusero le loro scuole e deportarono alcune religiose; il loro primitivo convento di Merkelbach fu distrutto (nel 1947 la sede centrale dell'istituto fu trasferita in una proprietà sulla strada tra Locht e Veldhoven, a Koninghof); in Indonesia gli occupanti giapponesi internarono le suore in campi di concentramento.
L'istituto ricevette il pontificio decreto di lode il 2 luglio 1961.

## Attività e diffusione
Le suore si dedicano all'istruzione e all'educazione della gioventù e alla cura di malati e anziani.
Sono state presenti nei Paesi Bassi, in Finlandia e in Indonesia; la sede generalizia è a Rosmalen.
Alla fine del 2015 l'istituto contava 45 religiose e una sola casa.